# Kaltes Feld

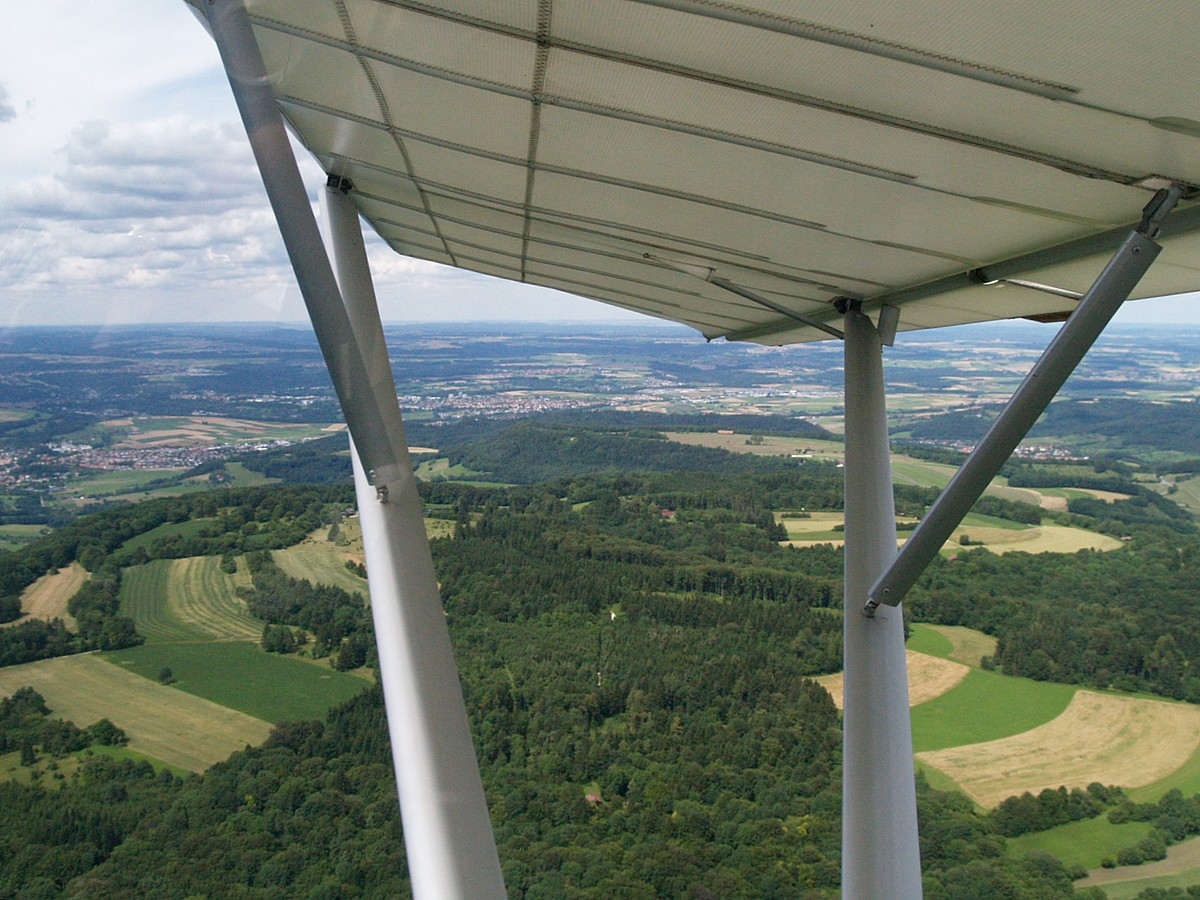
Blick von Süden auf das Kalte Feld aus der Platzrunde des Segelflugplatzes Hornberg. Fast von der linken Strebe verdeckt ist das Franz-Keller-Haus gerade noch erkennbar, hinter der rechten Strebe ist der Flugplatz zu erkennen, am rechten Bildrand der Furtlepass.

Das Kalte Feld mit seinen Ausläufern Hornberg und Galgenberg ist ein Zeugenberg der Schwäbischen Alb.

## Geographie
Das Kalte Feld ist mit 781,1 m ü. NHN die höchste Erhebung in Ostwürttemberg. Die nächste höhere Erhebung ist der 23 km südwestlich gelegene Boßler.
Nach Nordnordosten fällt das Kalte Feld zunächst um eine Stufe zum 698,2 m ü. NHN hohen Hornberg ab mit dem Aussichtspunkt Luginsland an seiner Spitze. Der Sattel des Furtlepasses verbindet den Hornberg nach Osten mit dem Bernhardus.
Nach Südosten läuft es im 717,6 m ü. NHN hohen Galgenberg aus, der durch das steile Lautertal in Osten und Süden vom Albtrauf abgetrennt ist und an der nur teilweise bewaldeten Westkante seines Hochplateaus über dem vom Schwarzwiesenbach eingeschnittenen Christental einige Aussichtspunkte bietet.

## Bebauung
Auf der Hochebene des Kalten Feldes steht ein Bergwacht-Haus, die Gaststätte Knörzerhaus sowie an der höchsten Stelle das ebenfalls bewirtschaftete Franz-Keller-Haus, ein Wanderheim des Schwäbischen Albvereins, das nach dem sogenannten Rosensteindoktor Franz Keller benannt wurde.
Auf dem Plateau des Hornbergs liegt das Segelfluggelände Hornberg. Am westlichen Bergsporn Graneggle befinden sich Mauerreste der Ruine Granegg.
Die Hochflächen aller drei Teilberge werden landwirtschaftlich genutzt.

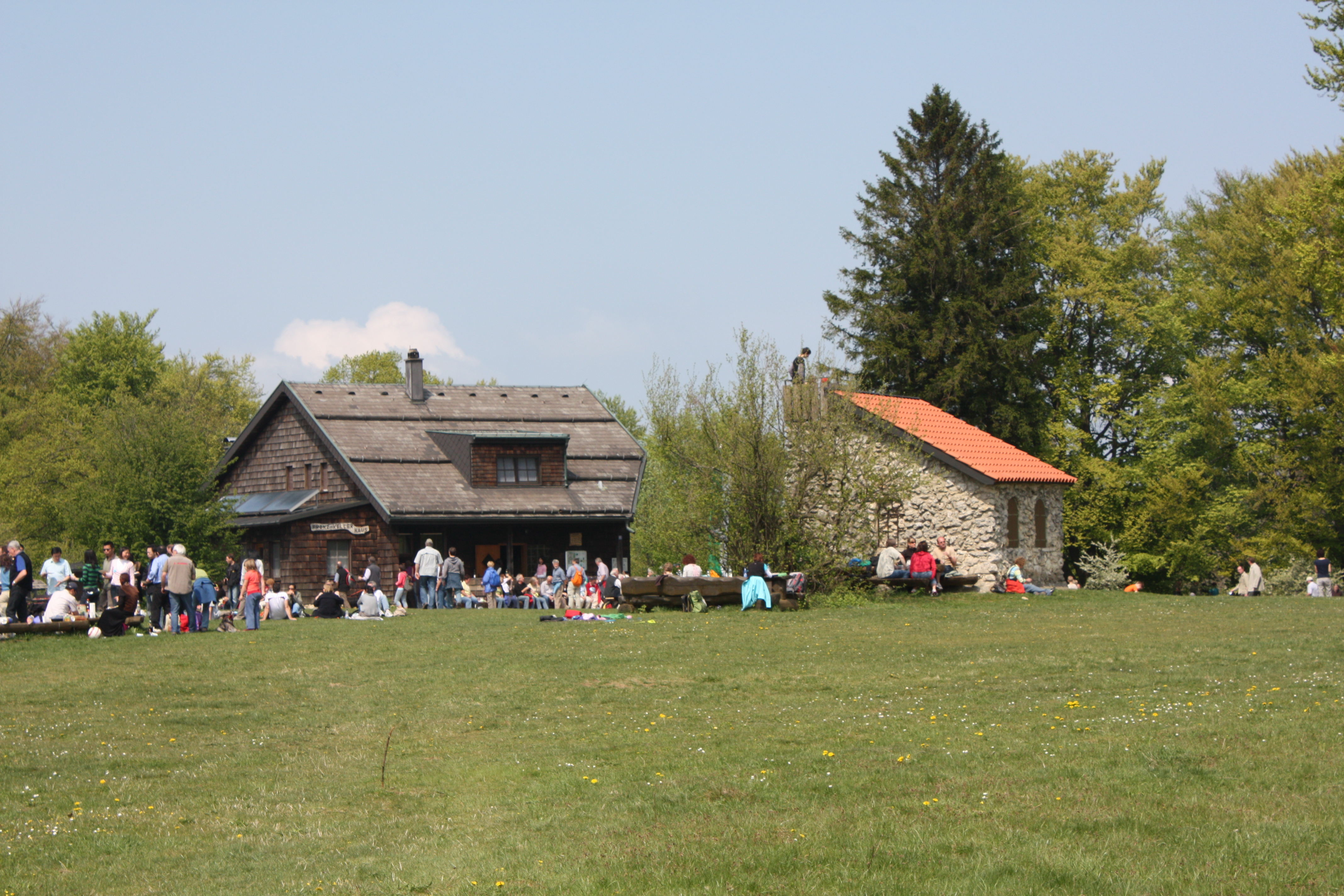
Franz-Keller-Haus und „Villa Maus“
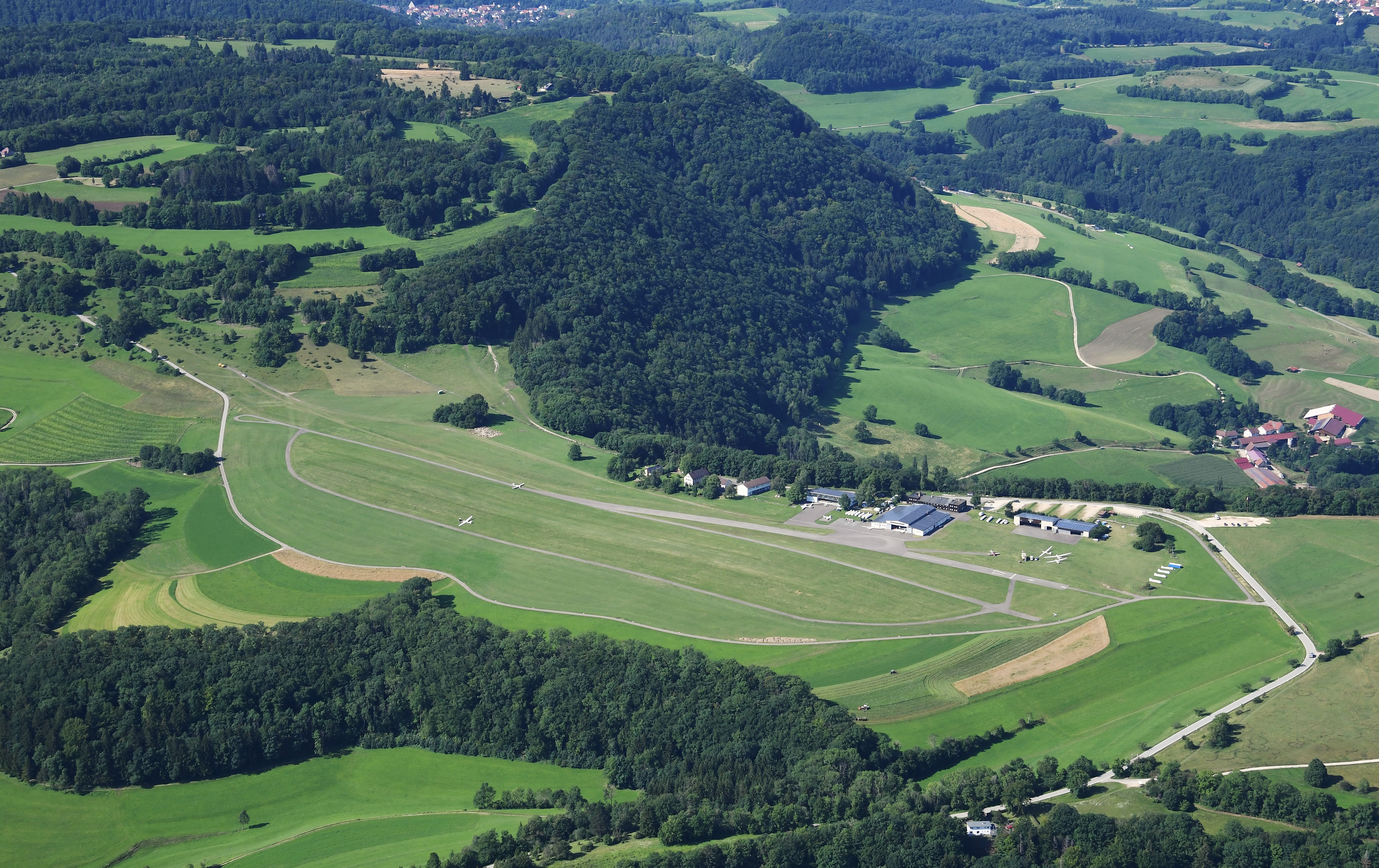
Segelfluggelände

## Verkehr
Der Hornberg ist über eine öffentliche Straße erreichbar, die auf dem Furtlepass von der Landesstraße L 1160 abzweigt und vor dem Höhenrestaurant endet. Diese Straße wird von Schwäbisch Gmünd aus auch mit einer Buslinie bedient.

## Schutzgebiete
Bereits am 31. Juli 1939 wurde ein Areal von 665 Hektar auf den Markungen Degenfeld und Waldstetten unter Landschaftsschutz gestellt. Am 4. November 1974 hat das Regierungspräsidium Stuttgart diese Flächen in ein neu ausgewiesenes Landschaftsschutzgebiet Kaltes Feld bis Rosenstein integriert. Dieses neue Schutzgebiet erstreckt sich über zwei Landkreise. Im Ostalbkreis gehören 2.887 Hektar unter der Schutzgebietsnummer 1.36.021 und im Landkreis Göppingen 94 Hektar (Schutzgebietsnummer 1.17.049) dazu.
Am 23. Dezember 1994 wies ebenfalls das Regierungspräsidium Stuttgart dann mit der Schutzgebiets-Nr. 1205 das Naturschutzgebiet Kaltes Feld mit Hornberg, Galgenberg und Eierberg aus, weil es die dortige „äußerst vielfältige Landschaft mit großflächigen Wacholderheiden, kleinen Heideflächen, naturnahen Waldflächen, Wiesen und Ackerflächen als einen ökologisch besonders hochwertigen Landschaftsraum“ ansah. (Der Eierberg liegt östlich des Kalten Feldes am Albtrauf.) Das Naturschutzgebiet liegt ebenfalls im Ostalbkreis und im Landkreis Göppingen und ist 634,4 Hektar groß.